# Margaret Sullavan
Margaret Brooke Sullavan (* 16. Mai 1909 in Norfolk, Virginia; † 1. Januar 1960 in New Haven, Connecticut) war eine US-amerikanische Schauspielerin.

## Leben
Margaret Sullavan entstammte einer alten, reichen Familie aus Virginia. Sie besuchte beste Privatschulen und begann mit dem Theaterspielen an der Harvard-Universität. Später spielte sie mit einer Studententheatergruppe in Massachusetts, zu der auch James Stewart und Henry Fonda gehörten. Am Broadway debütierte sie 1931 und kehrte später immer wieder auf die Bühnen des Broadway zurück.
Sullavan schloss 1933 einen Vertrag mit Universal ab und wurde bereits mit ihrer ersten Rolle in dem Streifen Eine Frau vergisst nicht zum größten Star des Studios. Die nachfolgenden Rollen waren jedoch künstlerisch wenig anspruchsvoll und die Schauspielerin verließ 1936 das Studio, das im selben Jahr mit Deanna Durbin vor dem finanziellen Ruin gerettet werden konnte. Ab 1938 drehte die Schauspielerin unter einem Vertrag bei MGM, wo sie an der Seite von Robert Taylor 1938 in Three Comrades eine ihrer besten Darstellungen lieferte. Im selben Jahr trat sie neben Joan Crawford in Brennendes Feuer der Leidenschaft auf. Ihre heute wahrscheinlich bekannteste Rolle spielte sie als Filmpartnerin von James Stewart in Ernst Lubitschs Filmklassiker Rendezvous nach Ladenschluß von 1940. Im folgenden Jahr trat sie neben Charles Boyer in dem Remake von Seitenstraße (Back Street) auf. Anfang der 1940er-Jahre zog sie sich weitgehend aus Hollywood zurück und arbeitete bis zu ihrem Tod vorrangig als Theaterschauspielerin.
Sie schaffte es nie dauerhaft, ihr turbulentes Privatleben in den Griff zu bekommen. 1931 heiratete sie ihren Schauspielkollegen Henry Fonda. Das Paar trennte sich nach zwei Monaten und ließ sich 1933 scheiden. Von kurzer Dauer war auch ihre zweite Ehe mit dem Regisseur William Wyler von 1934 bis 1936. Nicht weniger schwierig war ihr Zusammenleben mit ihrem dritten Ehemann, dem Schauspielagenten und Filmproduzenten Leland Hayward von 1936 bis 1947. Das Paar hatte drei Kinder. Die Kinder litten sehr unter der Ehe, und Tochter Bridget nahm sich später das Leben. Sie war eine Freundin von Peter Fonda, dem Sohn des ersten Ehemannes ihrer Mutter, der später seine Tochter Bridget Fonda nach ihr benannte. Tochter Brooke Hayward schrieb unter dem Titel Haywire die Familiengeschichte auf. In der Fernsehadaption von 1980 spielte Lee Remick die Rolle von Margaret Sullavan.
Margaret Sullavan wurde im Alter von 50 Jahren in der Neujahrsnacht des Jahres 1960 in einem Hotel in New Haven, Connecticut, bewusstlos aufgefunden. Die Bewusstlosigkeit rührte von einer Überdosis an Barbituraten, die auch zu ihrem baldigen Tod führte. Es liegt nahe, einen Suizid mit den festgestellten Schlafmitteln zu vermuten; als offizielle Todesursache wurde aber ein Unfall festgestellt.

## Filmografie
- 1933: Eine Frau vergisst nicht (Only Yesterday)
- 1934: Little Man, What Now?
- 1935: Die Fee (The Good Fairy)
- 1935: Die Farm am Mississippi (So Red the Rose)
- 1936: Next Time We Love
- 1936: Flucht in die Liebe (The Moon’s Our Home)
- 1938: Three Comrades
- 1938: Engel aus zweiter Hand (The Shopworn Angel)
- 1938: Brennendes Feuer der Leidenschaft (The Shining Hour)
- 1940: Rendezvous nach Ladenschluß (The Shop Around the Corner)
- 1940: Tödlicher Sturm (The Mortal Storm)
- 1941: So Ends Our Night
- 1941: Seitenstraße (Back Street)
- 1941: Sprechstunde für Liebe (Appointment for Love)
- 1943: Cry Havoc
- 1949: The Chevrolet Tele-Theatre (Fernsehserie, 1 Folge)
- 1950: Mein Glück in deine Hände (No Sad Songs for Me)
- 1951: The Ford Theatre Hour (Fernsehserie, 1 Folge)
- 1951: Schlitz Playhouse of Stars (Fernsehserie, 2 Folgen)
- 1954: Producers’ Showcase (Fernsehserie, 1 Folge)